# Vicente Seguí García
Vicente Seguí García (Valencia, 13 dicembre 1927 – 4 luglio 1988) è stato un calciatore spagnolo, di ruolo attaccante.

## Palmarès

### Club

#### Competizioni nazionali
- Campionato spagnolo: 1

Valencia: 1946-1947
- Copa del Generalísimo: 2

Valencia: 1948-1949, 1954
- Coppa Eva Duarte: 1

Valencia: 1949-1950